# Торкиторио III (судья Кальяри)
Торкиторио III (Torchitorio III) (ум. 1193) — судья Кальяри в 1163—1188.
Родился 1130/1135. Младший сын Гонарио II, судьи Торреса (Логудоро). Имя, данное при рождении — Пьетро.
В 1147 году получил от отца кураторию Оттана.
Женился на старшей дочери судьи Кальяри Костантино II. В октябре 1163 года по правам жены наследовал тестю. Ему удалось утвердиться в юдикате только в 1164 году при поддержке Пизы и старшего брата — судьи Торреса Баризоне II. Пьетро принял имя Торкиторио III — традиционное для правителей Кальяри.
Стремясь упрочить своё положение, пытался лавировать между Пизой и Генуей. В результате в 1183 году город Кальяри оккупировали пизанцы, но Пьетро (Торкиторио III) сохранил власть во многих кураториях. В 1188 году пизанцы признали права на трон юдиката Гульельмо ди Масса — возможно, внука судьи Костантино II по матери. Тот захватил Торкиторио III в плен, и дальнейшая судьба его не известна.
По мнению многих историков, дочь Пьетро Торкиторио III вышла замуж за Элдицио Висконти, их детьми были Ламберто и Убальдо I Висконти.